# Sam Kurker
Samuel "Sam" Kurker, född 8 april 1994 i Boston, Massachusetts, är en amerikansk före detta professionell ishockeyspelare (forward).
Han blev draftad av St. Louis Blues som 56:e spelare totalt i NHL-draften 2012.